# بیزاری شرطی از مزه

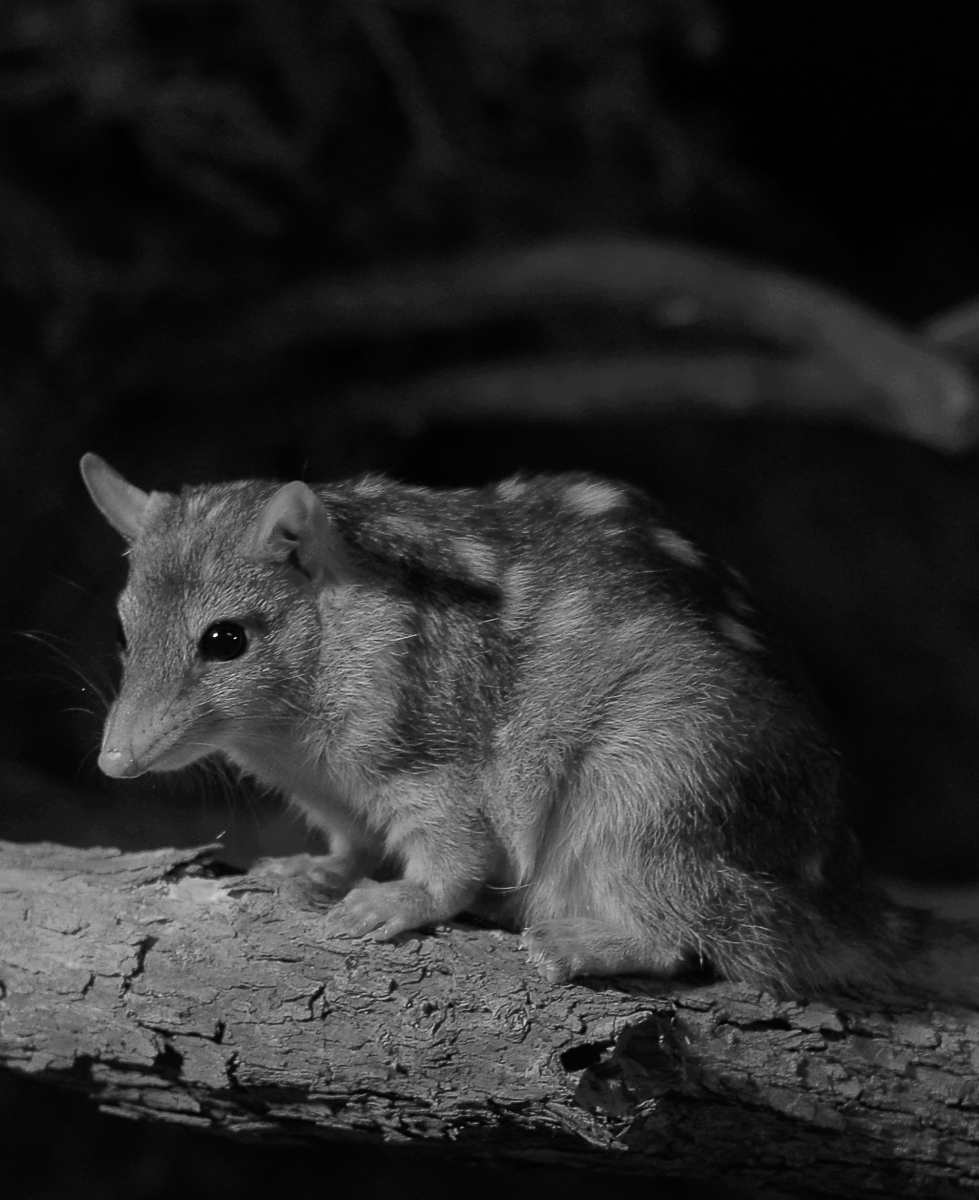
بیزاری از طعم وزغ به وسیله تغذیه با وزغ‌های مرده حاوی ماده شیمیایی تهوع آور به روشنی در کوئول شمالی آزمایش و اثبات شده‌است.

بیزاری شرطی از مزه (انگلیسی: Conditioned taste aversion) یک رفتار کسبی است که در آن یک جانور بنابر تجربه قبلی، از طعم خاصی تنفر پیدا می‌کند. در طبیعت وقتی یک موش برای اولین بار با خوراک جدیدی روبرو می‌شود، معمولاً تنها مقدار کمی از آن می‌خورد و اگر دچار بیماری نشود، بعد از یکی دو روز برمی گردد و خوراک جدید را به رژیم غذایی روزانه خویش می‌افزاید. اما اگر به هر دلیل بعد از چشیدن مزه خوراک جدید، دچار بیماری شود، از آن مزه، بیزاری نشان خواهد داد. کسب چنین رفتاری در آزمایشگاه بارها شبیه‌سازی شده و قابل استناد است.
در واقع اکتساب چنین رفتاری بر مکانیسم شرطی‌شدن کلاسیک استوار است. در آزمایشگاه برای مثال، آب یا خوراکی که دارای مزه خاصی، مانند طعم وانیل است را در اختیار موشها قرار می‌دهند و همزمان تأثیر تحریکات هراس‌انگیز، دردآور یا بیماری‌زا را بر موشها می‌آزمایند. نکته جالب تأثیر سریع و قاطع تر عوامل بیماری‌زا نسبت به تحریکات دردآور یا هراس‌انگیز است. به طوری که تنها یکبار تجربه بیماری می‌تواند موجب بروز ماندگار رفتار بیزاری از مزه شود. در حالی که تجربه درد یا وحشت باید به دفعات و آنهم با زمان‌بندی‌های کوتاه و دقیق تکرار شوند تا رفتار شرطی پرهیز از نوع خاصی از طعم بروز کند. تفاوت دیگر بیزاری از مزه در اثر بیماری با رفتار شرطی پرهیز، عمق بیزاری و ماندگاری آن است. حیوانی که از مزه خاصی بی زار شده از علت آن آگاه نیست و خود به خود از آن طعم و گاه بو دوری می‌کند. در حالی که تجربه درد یا وحشت باعث کاهش علاقه حیوان به یک طعم خاص نمی‌شود و با گذشت زمان و تغییر شرایط و در محیطی فارغ از تحریکات وحشتناک یا دردآور، احتمال از سرگیری رفتار طبیعی قبلی در حیوان شرطی شده بشتر است.

## مطالعات جان گارسیا
حین مطالعات آزمایشگاهی در دهه ۱۹۵۰م، جان گارسیا متوجه شد که موشهایی که تحت تابش اشعه بیماری‌زا قرار گرفته‌اند، نسبت به موادی که پیش از تابش با آنها در تماس بودند، بیزاری نشان می‌دهند. به منظور بررسی این مسئله، گارسیا ۳ دسته از موشها را مورد آزمایش قرار داد. دسته اول ضمن نوشیدن آب قند، تحت تشعشع شدید قرار گرفتند. دسته دوم تحت تشعشع ضعیف تر و دسته سوم بدون آنکه تحت تابش اشعه بیمای زا قرار گیرند توانستند از آب قند بنوشند. در مرحله بعدی وقتی به موشها امکان انتخاب بین آب قند و آب معمولی داده شد، موشهایی که در اثر تابش اشعه احساس بیماری کرده بودند، به مراتب تمایل کمتری به آب قند نشان داده و آب معمولی را ترجیح می‌دادند. همین آزمایش توسط تحریکات دیگری مانند شوک الکتریکی، نور شدید و صدای آزار دهنده تکرار شد. اما نتایج حاصل نشان می‌داد که تأثیر احساس تهوع در اثر تابش اشعه بیشتر و ماندگارتر است. سابقاً تصور می‌شد که تکرار و زمان‌بندی دقیق، نقش اصلی را در واکنشهای شرطی دارد. اما مطالعات گارسیا نشان داد که نوع محرک خنثی (طعم) و محرک طبیعی (عامل تهوع آور) نیز در سرعت و شدت شرطی شدن نقش دارد. برای مثال بیزاری از بعضی مزه‌ها مانند مزه ای غیر آشنا زودتر از بیزاری از طمع طبیعی قند شکل می‌گیرد و این بستگی به ترجیحات طبیعی جانور دارد.
 باید توجه داشت که در مورد موش، ارتباط بین مزه و سلامت خوراک یک ارتباط غریزی است. در طبیعت نیز یک موش وحشی با اتکا به حس بویایی و چشایی به جستجوی خوراک روزانه اش می‌پردازد. در حالی که در مورد بسیاری از پرندگان، حس بینایی نقش مهمتری دارد. معمولاً پرندگان در طبیعت خوراک خود را از راه دور شناسایی می‌کنند و از اینرو به قدرت بینایی خود متکی هستند. بر همین اساس سرعت و شدت شرطی شدن نیز به واسطه تحریک حس بینایی در پرندگان بیشتر است. در عمل وقتی به یک گروه بلدرچین آب سمی رنگی داده شد و به گروه دیگر آب سمی ترش مزه، طوری که هر دو گروه بر اثر نوشیدن آب بیمار شدند. گروه اول نسبت به آب رنگی بیزاری بروز دادند، در حالی که برای گروه دوم ترشی مزه آب با تجربه بیماری گره نخورده بود و مزه ترش آب واکنش بیزاری برنمی‌انگیخت. 
در یک سری از مطالعات، نشانه‌های خنثی مانند نور و صدای ملایم همزمان با مسمومیت غذایی در اثر نوشیدن آب قند در موشها به آزمایش گذاشته شد. اما در عمل پیوندی بین نشانه‌های خنثی و تداعی بیماری حاصل نشد. طوری که موشها به نوشیدن آب، همزمان با تکرار نشانه‌های خنثی واکنش منفی نشان نداده و تنها به مزه شیرین آب حساس شده بودند. ظاهراً در ذهن موشها طعم قند هر چند به خودی خود یک نشانه خنثی است با احساس تهوع پیوند خورده بود و اما نشانه‌های خنثی صمعی و بصری با حالت تهوع ارتباطی نداشت. در انسان نیز نشانه‌های خاصی در برانگیختن احساس بیزاری از خوراک زمینه طبیعی دارند. برای مثال تداعی تصور یک گل به سختی می‌تواند با یک احساس ناخوشایند جفت شود، حال آنکه تداعی یک مار به راحتی می‌تواند با یک حس ناخوشایند مانند وحشت یا بیزاری و چندش گره بخورد. 